# Найден Герово
Найден Герово е село в Южна България, област Пловдив, община Съединение.

## История
Демирдешлия е разположено на 32 км югозападно от град Панагюрище. Трите села Яхларе, Масатларе и Демирдишли съставят една община под названието – Демирдишли. Според предания, основателят на селото е турчин – ковач, който бил наричан Демирдишлията, което означавало железни зъби. Има сведения, че селото е основано през 1720 – 1797 г. Първоначално селото било изцяло турско. През 1880 година в селото живеят 171 човека – от тях 26 цигани, 145 турци. Всичките 43 семейства са настанени в 34 къщи. С приказ № 43 от 25 април 1884 година в Демирдешли се заселват 23 български семейства в изоставеното мюсюлманско село Демирдешли, Панагюрски кантон, Пазарджишки департамент с изселници от селата Голямо Конаре и Ферезлий с общо 192 души. Къщите са построени от камъни и кирпич по един етаж. Главният поминък на селото е земеделие и скотовъдство.
По това време в селото има училище, но няма черква. На около 3 км югозападно от селото има следи от стара крепост наричана Хисар, заемаща площ от 12 дка, а като крепост тя е възникнала във връзка със старите пътища. Новото име на селото е дадено през 1936 г. в чест на българския възрожденец Найден Геров. През 1938 г. с доброволен труд започва изграждането на църквата наречена св. „Петър и Павел“. Каракачанин купува камбалото и го завързва на църквата през 1938 година.

## Забележителности
Църковният храм „Св. св. Петър и Павел“ в Найден Герово е построен през 1939 година. Църквата е издигната основно от дарения на местните жители.
Народно читалище „Христо Ботев-1931“ в Найден Герово разполага с библиотека и съдейства за продължаване на традициите на местните обичаи и празници.

## Редовни събития
На 23 февруари се празнува „Харалан пей“. На този ден жителите на „Демирдешли“ колели по три овце. Старите хора си спомнят, че вечерта преди „Харалан пей“ Мемиш циганина бие тъпана. На този ден жените не са подхващали никаква работа, всяка жена меси пита и с паничка мед ходи на църквата, за да ги освети свещеникът. Така жителите на селото се събирали в двора на църквата, за да почетат празника. Оттогава до днес този празник се празнува в Найден Герово.